# René Santos
Renê Ferreira dos Santos, noto comunemente come René Santos o René (Salvador, 21 aprile 1992), è un calciatore brasiliano, difensore del Guarani.

## Caratteristiche tecniche
È un difensore centrale.

## Carriera
Cresciuto nel settore giovanile del Grêmio, ha esordito fra i professionisti il 12 maggio 2012 con il Kawasaki Frontale disputando l'incontro di J1 League perso 2-0 contro il Kashiwa Reysol.